# Tomoki Suzuki
Tomoki Suzuki (鈴木 智樹 Suzuki Tomoki?, nacido el 8 de junio de 1985 en Hokkaido) es un exfutbolista japonés. Jugaba de centrocampista y su último club fue el Consadole Sapporo de Japón.

## Trayectoria

### Clubes
| Club              | País  | Año         |
| ----------------- | ----- | ----------- |
| Consadole Sapporo | Japón | 2004 - 2008 |

## Palmarés

### Títulos nacionales
| Título    | Club              | País  | Año  |
| --------- | ----------------- | ----- | ---- |
| J2 League | Consadole Sapporo | Japón | 2007 |